# Gabriele Maruotti
Gabriele Maruotti (Roma, 25 marzo 1988) è un ex pallavolista italiano di ruolo schiacciatore.

## Carriera
La carriera di Gabriele Maruotti, fratello della pallavolista Ilaria Maruotti, inizia nel 2006 nel Volley Treviso, con la quale inizialmente gioca per la squadra che disputa il campionato di Serie B1, per poi passare, nel corso del campionato, in prima squadra, in Serie A1; in questo periodo fa parte delle nazionali giovanili aggiudicandosi la medaglia di bronzo al campionato europeo under 20 2006. A metà stagione, viene ceduto in prestito al BluVolley Verona.
Nella stagione 2007-08 torna alla squadra trevigiana, con la quale di aggiudica la Supercoppa italiana; nel 2008 ottiene le prime convocazioni nella nazionale italiana. Nella stagione 2008-09 passa al Sempre Volley di Padova, mentre con la nazionale, vince la medaglia d'oro ai Giochi del Mediterraneo.
Nella stagione 2009-10 ritorna nuovamente alla Sisley, dove resta per due stagioni, aggiudicandosi la Coppa CEV 2010-11; nel 2011, con la squadra nazionale, vince la medaglia d'argento al campionato continentale.
Nella stagione 2011-12 viene ingaggiato dalla M. Roma Volley, mentre in quella successiva passa alla Pallavolo Piacenza, con cui vince la Challenge Cup.
Nel campionato 2013-14 veste la maglia del Piemonte Volley di Cuneo, mentre in quello successivo è alla Sir Safety Perugia.
Nella stagione 2015-16 approda alla Top Volley di Latina, dove resta per tre annate, per poi accasarsi, nella stagione 2018-19 alla neopromossa in massima divisione Emma Villas di Siena; dopo un biennio nel club toscano, nell'ottobre 2020 annuncia il ritiro dall'attività agonistica.

## Palmarès

### Club
- Supercoppa italiana: 1

2007
- Coppa CEV: 1

2010-11
- Challenge Cup: 1

2012-13

### Nazionale (competizioni minori)
- Campionato europeo under 20 2006
- Giochi del Mediterraneo 2009

### Premi individuali
- 2006 - Campionato europeo juniores: Miglior servizio
- 2007 - Serie A1: Miglior under 23
- 2010 - Serie A1: Miglior under 23